# Programma test Apollo-Sojuz

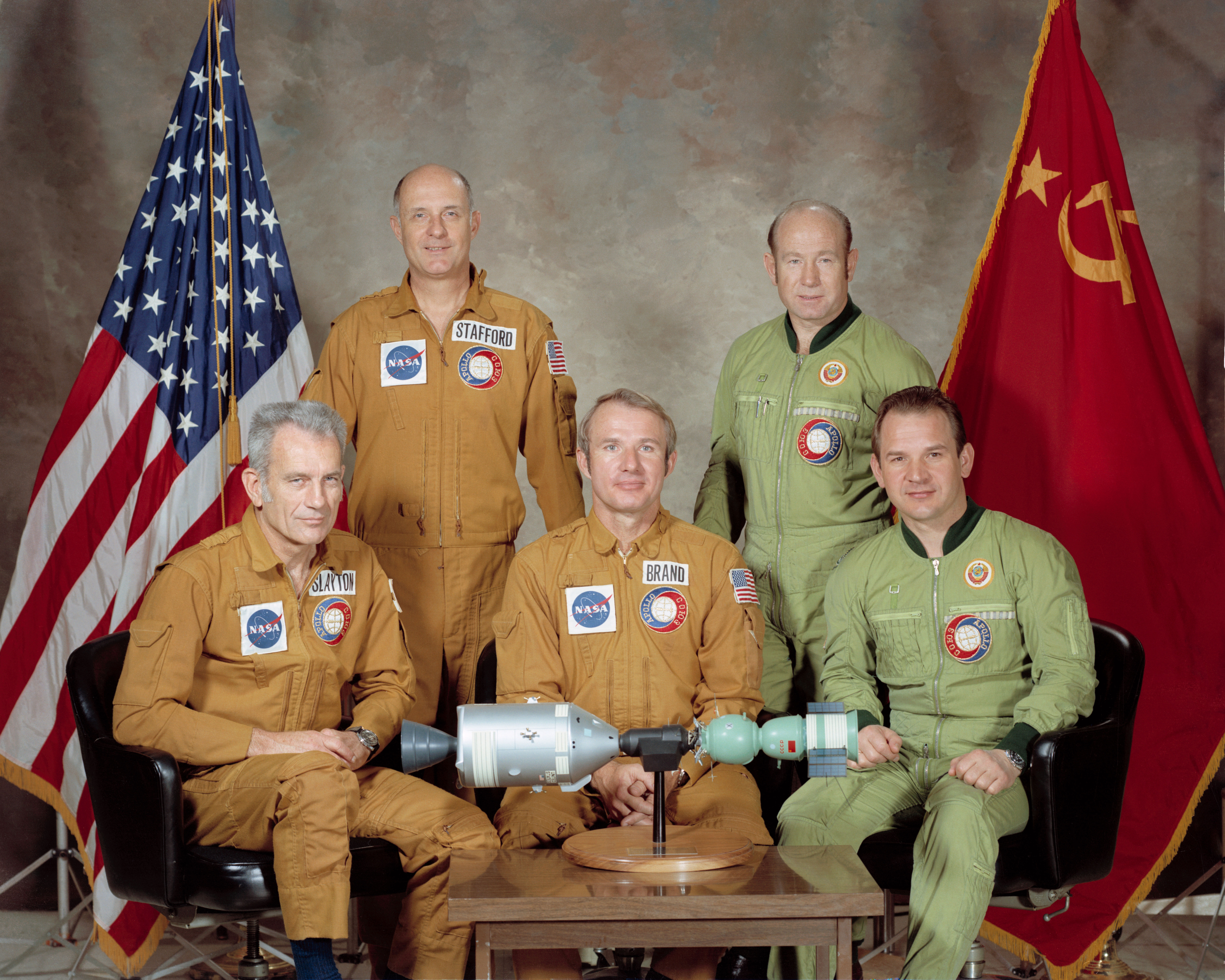
Gli equipaggi dell'ASTP

Il Programma test Apollo-Sojuz (ASTP) fu la prima collaborazione tra gli Stati Uniti d'America e l'Unione Sovietica nel settore dei voli nello spazio. Il 17 luglio 1975, una navicella spaziale del programma Apollo ed una capsula Sojuz si agganciarono nell'orbita intorno alla Terra, consentendo ai due equipaggi di potersi trasferire da una navicella spaziale verso l'altra.
Tale missione significò un taglio netto con il passato, che era stato caratterizzato da una vera e propria gara verso lo spazio. In pratica la missione fu frutto della prima collaborazione tra i due programmi spaziali delle due superpotenze che fino a tale momento era meramente caratterizzato dalla concorrenza dell'uno contro l'altro. La tecnica missilistica era diventata una base fondamentale della corsa all'armamento (anche di carattere atomico) e pertanto la collaborazione pacifica nello spazio fu un chiaro segnale politico della volontà di pace reciproca.

## Navicelle spaziali ed equipaggi

### Sojuz 19
La capsula spaziale Sojuz 19 venne lanciata con un razzo vettore del tipo Sojuz U. A bordo della capsula si trovava l'equipaggio composto dal comandante Aleksej Archipovič Leonov, già nello spazio con Voschod 2 e primo uomo in assoluto ad eseguire un'attività extraveicolare in tale occasione, nonché dall'ingegnere di volo Valerij Nikolaevič Kubasov, volato nello spazio con Sojuz 6.
L'equipaggio di riserva era composto da Anatolij Vasil'evič Filipčenko e Nikolaj Nikolaevič Rukavišnikov. Entrambi erano volati sette mesi prima su Sojuz 16 in un'identica configurazione della capsula spaziale di questa missione Sojuz 19.
L'equipaggio di supporto era composto da Boris Andreev, Vladimir Džanibekov, Aleksandr Ivančenkov e Jurij Romanenko. Tutti i quattro cosmonauti furono in precedenza membri dell'equipaggio di riserva o di supporto della missione Sojuz 16.

### Apollo

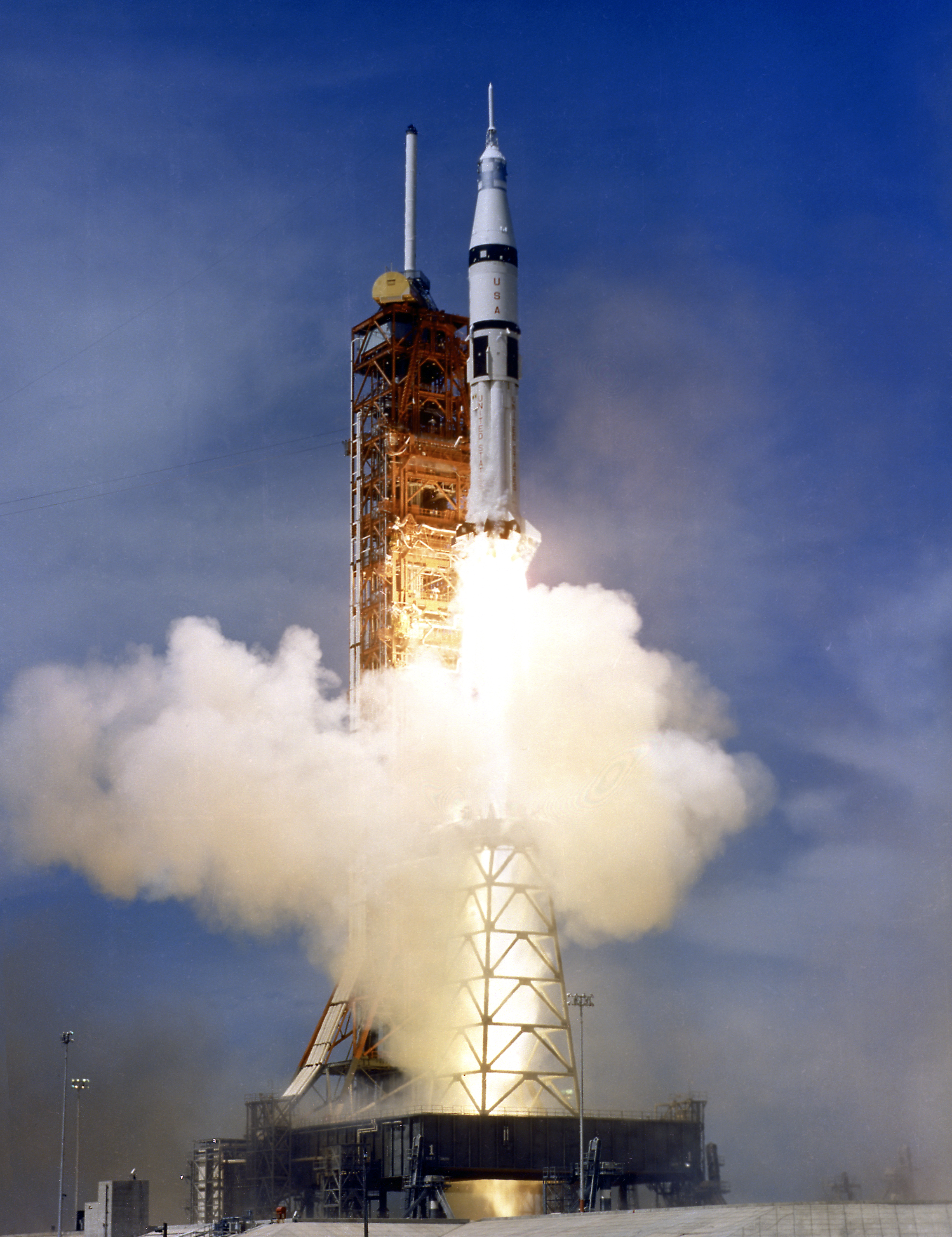
Lancio dell'Apollo

La navicella spaziale statunitense del tipo Apollo non aveva una sua apposita numerazione ufficiale. Considerando comunque che l'ultima missione di allunaggio del programma Apollo era stata la missione di Apollo 17, venne usata la denominazione non ufficiale di Apollo 18. Come razzo vettore venne utilizzato un razzo del tipo Saturn IB con il numero di serie AS-210. A differenza della maggior parte delle precedenti missioni Apollo, il modulo di comando aveva un suo numero di serie (CSM 111), ma non una propria denominazione.
A bordo dell'Apollo si trovavano il comandante Tom Stafford, affiancato dagli astronauti Vance Brand e Donald Slayton.
Stafford era già volato nello spazio con Gemini 6, Gemini 9 e Apollo 10. Con questa sua quarta missione raggiunse gli astronauti Jim Lovell, John Watts Young e Pete Conrad che avevano raggiunto tale traguardo prima di lui avendo viaggiato in missioni precedenti.
Brand aveva assunto operazioni di supporto durante tutto il programma Apollo, fra l'altro in un test della durata di una settimana durante il quale non poté lasciare la capsula di comando dell'Apollo. Il suo incarico più recente era stato il ruolo di comandante dell'equipaggio di riserva per la stazione spaziale americana Skylab.
Slayton invece fece parte del primo gruppo di astronauti scelti dalla NASA, non poté comunque effettuare alcuna missione volando su una capsula del programma Mercury, dato che gli venne tolta l'idoneità di volo a causa di un problema al cuore. Per più anni fu dunque responsabile della scelta degli equipaggi per le missioni Apollo. In pratica svolse tale ruolo fino a quest'ultima missione programmata quale conclusione del progetto. Dopo 16 anni e 3 mesi di attesa, la missione gli consentì di volare effettivamente per la prima volta nello spazio.
L'equipaggio di riserva era composto da Alan Bean, Ron Evans e Jack Lousma. Bean e Lousma erano in precedenza volati su Skylab 3, mentre Evans fu pilota del modulo di comando della missione dell'Apollo 17. Siccome la NASA aveva già precedentemente programmato l'inserimento di una prolungata pausa nel programma di voli umani nello spazio vennero scelti per questo compito degli astronauti esperti che non necessitavano di particolari ulteriori addestramenti di volo.
L'equipaggio di supporto era composto da quattro astronauti, che nel 1969 erano passati dall'aeronautica militare americana alla NASA in seguito alla sospensione definitiva del programma dell'aeronautica militare americana per il Manned Orbiting Laboratory - MOL, che non fu mai realizzato nella forma prevista. Si trattò di Karol Bobko, Robert Crippen, Robert Overmyer e Richard Truly. Tutti assunsero il ruolo di Capcom; in particolare Overmyer operò dal centro di controllo di Mosca.

### Il modulo d'aggancio

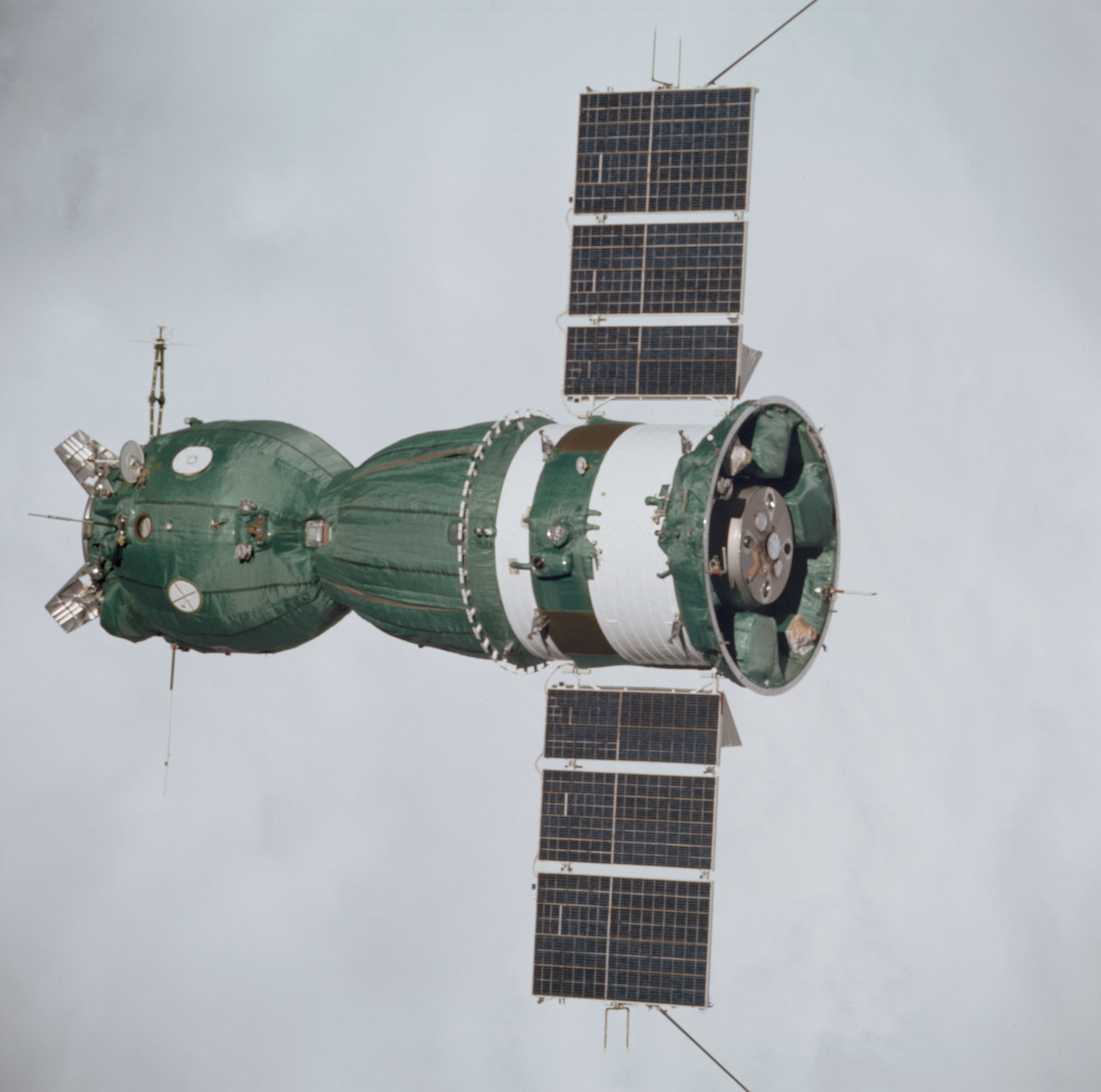
La Sojuz 19 vista dall'Apollo

Siccome la navicella spaziale americana e quella sovietica a bordo avevano delle atmosfere diverse, Apollo e Sojuz non potevano agganciarsi direttamente. Per poterlo consentire la capsula dell'Apollo fu dotata di un apposito adattatore per l'aggancio, che non solo assunse tale funzione, bensì pure quella di canale dell'aria. Durante la fase di lancio, tale adattatore venne posizionato nell'ultimo stadio del razzo Saturn IB. In orbita intorno alla Terra, il modulo di comando dell'Apollo si agganciava a tale adattatore per estrarlo dall'apposito rivestimento. In pratica veniva eseguita l'identica manovra di estrazione del modulo lunare. Anche l'adattatore si trovava pertanto in punta alla capsula dell'Apollo.
L'atmosfera a bordo dell'Apollo era composta da ossigeno puro, con un pressione del 34% dell'atmosfera terrestre. A bordo della Sojuz invece si respirava dell'aria "normale", cioè composta dalla miscela azoto con ossigeno. La pressione solita a bordo della Sojuz di 100% dell'atmosfera terrestre, venne abbassata esclusivamente per questa missione al 68% affinché il passaggio da una navicella spaziale verso l'altra potesse avvenire creando meno inconvenienti possibili per l'adattamento della respirazione.

## Missione

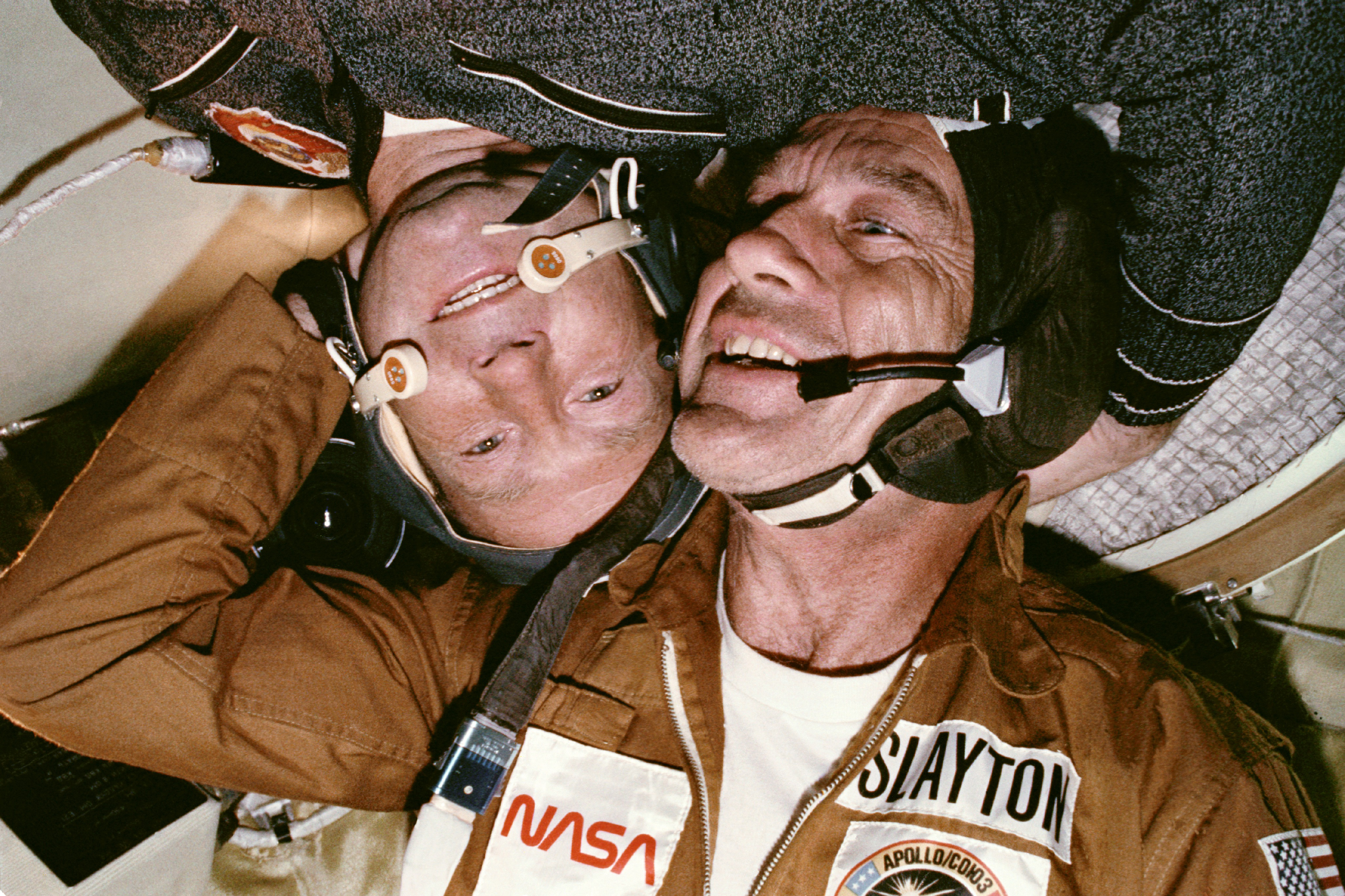
Slayton e Leonov a bordo della Sojuz (1975)

- La Sojuz 19 sovietica venne lanciata il 15 luglio 1975 dal cosmodromo di Baikonur. Fu il primo lancio di un razzo sovietico trasmesso in diretta dalle televisioni internazionali.
- Circa sette ore più tardi avvenne il lancio dell'Apollo da Cape Canaveral. Considerando che in quel momento ulteriori due cosmonauti si trovavano a bordo della stazione spaziale sovietica Saljut 4, sette persone si trovavano contemporaneamente nello spazio.
- In orbita intorno alla Terra, il modulo di comando dell'Apollo si agganciò all'apposito adattatore estraendolo dal rivestimento.
- Primo contatto a vista delle due navicelle spaziali il 17 luglio.
- Primo aggancio delle due navicelle con l'Apollo nel ruolo attivo della manovra (ossia è l'Apollo a eseguire la manovra di avvicinamento verso la Sojuz, che invece resta ferma in attesa dell'aggancio).
- In più occasioni gli astronauti passarono da una navicella spaziale verso l'altra. In ogni circostanza comunque almeno un membro del singolo equipaggio rimaneva a bordo della sua navicella.
- Dopo 44 ore di volo con le navicelle agganciate, Apollo e Sojuz si staccarono. Apollo si mise tra il Sole e la Sojuz, creando così un'eclissi solare artificiale per l'equipaggio della Sojuz.
- Seconda manovra d'aggancio. Questa volta è la Sojuz ad assumere il ruolo attivo della manovra. Non vengono comunque eseguiti passaggi degli equipaggi da una navicella verso l'altra nonostante l'aggancio riuscito perfettamente.
- Tre ore più tardi: distacco definitivo.
- Sojuz 19 lasciò l'orbita terrestre ed atterrò il 21 luglio 1975 nel deserto del Kazakistan. Pure questo atterraggio venne trasmesso in diretta per la prima volta dalle televisioni internazionali.
- La capsula dell'Apollo atterrò nelle acque dell'Oceano Pacifico il 24 luglio 1975 e venne recuperata dalla portaerei USS New Orleans.

## La catastrofe scampata per poco
A causa dell'assommarsi di diverse circostanze sfortunate, nonché di errori dell'equipaggio, durante il rientro della capsula Apollo fu evitata per poco una tragedia che sarebbe potuta costare la vita ai tre astronauti. Durante le manovre di rientro venne omesso l'azionamento di due interruttori che avrebbero attivato automaticamente il sistema di atterraggio. Ad un'altezza di ca. 7300 m, i paracadute di riserva si sarebbero dovuti aprire in automatico ma non lo fecero, probabilmente a causa dell'omissione predetta. L'equipaggio notò il malfunzionamento ed attivò manualmente tale funzione a un'altezza di 7000 m. Ciò avrebbe dovuto bloccare anche i getti di stabilizzazione, i quali al contrario si accesero nuovamente a causa della posizione instabile e non corrispondente ai programmi. Per effetto di tale combinazione la capsula iniziò a dondolare, e solo dopo circa 30 secondi l'equipaggio fu in grado di spegnere manualmente gli stabilizzatori.
Durante il rientro, dei gas tossici erano penetrati all'interno dell'abitacolo della capsula a causa di una valvola erroneamente aperta. Anche i paracadute principali non si aprirono automaticamente; l'astronauta Brand fu comunque in grado di azionarli manualmente all'altezza di circa 2700 m. In conseguenza di ciò l'ammaraggio fu abbastanza violento e la capsula si trovò in posizione capovolta. Fu nuovamente Brand ad azionare il congegno di rialzo della capsula prima di perdere i sensi. Stafford riuscì a far indossare all'astronauta privo di sensi una maschera d'ossigeno e, non appena la capsula si fu raddrizzata, ad aprire il portellone della capsula facendo così defluire rapidamente i gas tossici all'esterno ed entrare aria fresca. L'equipaggio dovette comunque rimanere in osservazione per due settimane in ospedale.

## Gli effetti della missione
La missione fu l'ultimo volo di una capsula Apollo e del razzo vettore Saturn IB. Per più di 40 anni, fino alla missione SpaceX Crew Dragon Demo 1 del 2019, rimase l'ultima navicella spaziale americana con equipaggio ad ammarare appesa ad un apposito paracadute. Dal punto di vista americano, la missione ASTP fu la conclusione dell'epoca di missioni nello spazio con equipaggio eseguite con razzi vettori monouso. Seguì un periodo di sei anni, durante il quale non vennero più eseguiti lanci di equipaggi americani, fino a quando nel 1981 venne dato l'inizio al nuovo programma dello Space Shuttle.
L'ASTP rimase pertanto un'azione unica delle due superpotenze nel settore spaziale; fu il risultato di una comune collaborazione tra enti dell'Unione Sovietica e degli Stati Uniti d'America. Solo dopo vent'anni di reciproco "congelamento" dei rapporti venne iniziata una nuova collaborazione con l'avvio del programma Shuttle-Mir.